# Château Ferrière
Koordinaten: 45° 2′ 36,8″ N, 0° 40′ 35″ W

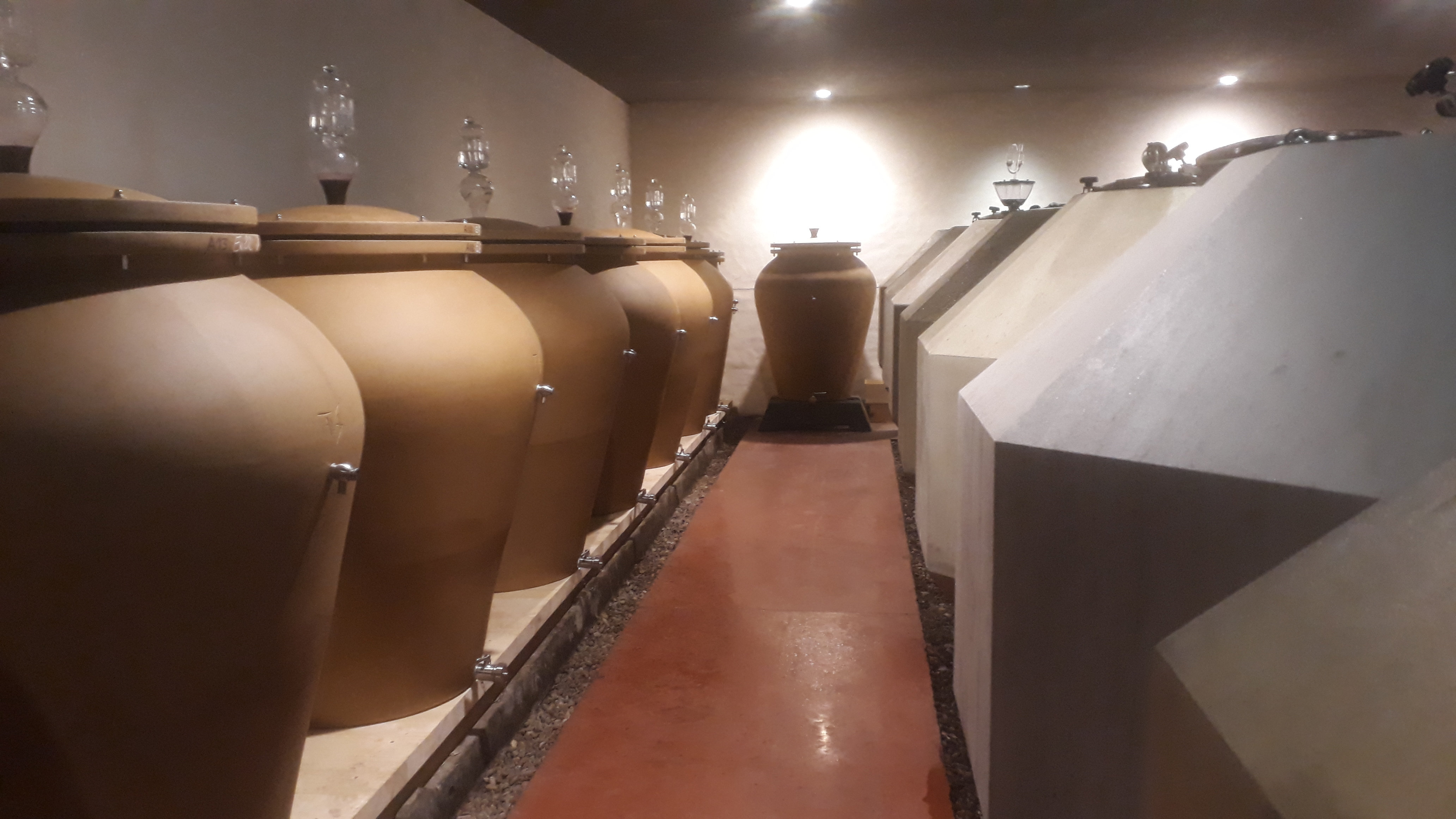

Das Château Ferrière ist eines der weniger bekannten Weingüter von Bordeaux. Seit der Klassifikation von 1855 ist das Weingut als Troisième Grand Cru Classé eingestuft (dritthöchste Stufe der Klassifikation).
Es liegt in Margaux in unmittelbar westlicher Ortslage an der „Route du Vin“, der Départementstraße Nr. 2.
Die Eigentümerin Claire Villars-Lurton leitet neben Château Ferrière noch die Weingüter Château Haut-Bages-Libéral und Château La Gurge. Ihr Ehemann Gonzague Lurton führt das Weingut Château Durfort-Vivens.

## Der Boden
Die Parzellen, auf denen der Château Ferrière erzeugt wird, befinden sich ausschließlich in der Gemeinde Margaux. Der Boden besteht aus einer einige Meter tiefen, homogenen Schicht mittlerer bis feiner Kiesel, die in der Günz-Eiszeit von der Garonne aus den Pyrenäen fluvoglazial abgelagert wurden. Er ist verhältnismäßig kalkhaltig und bietet einen hervorragenden Wasserabzug.
Auf diesem Boden gedeiht die Rebsorte Cabernet Sauvignon vorzüglich. Neben der Tatsache, dass es sich um einen ausgesprochen kargen Boden handelt und die Erträge somit auf natürliche Weise reduziert sind, trägt der durch den Kies begünstigte Wärmehaushalt der Rebfläche zu einer früheren Reife der Rebsorte bei. Durch die mächtige Kiesauflage ist die Rebpflanze gezwungen, die Wurzeln sehr tief in den Boden zu treiben; das Angebot an Nährstoffen ist dabei vielfältiger und beeinflusst in geringem Masse die Aromenvielfalt des Weins.

## Der Wein
Der Wein von Ferrière ist äußerst selten anzutreffen, da das Gut nur acht Hektar groß ist. Es ist damit das kleinste der klassifizierten Médoc-Weine. 80 % der Fläche ist mit der Rebsorte Cabernet Sauvignon, 15 % mit Merlot und 5 % mit Petit Verdot bestockt. Das Durchschnittsalter der Reben beträgt 35 Jahre.
Die alkoholische Gärung läuft in temperaturgeregelten Edelstahltanks ab. Die Maischestandzeit beträgt ca. 20 Tage. Der Wein wird dann in Barriques transferiert, wo der Wein zuerst die Malolaktische Gärung durchläuft und während 16–18 Monate ausgebaut wird. Die Fässer werden jährlich zu 60 Prozent ausgetauscht.
Der Zweitwein des Gutes heißt Les Ramparts de Ferrière. Château Ferrière wird vom Önologen Jacques Boissenot sowie dessen Sohn Eric begleitet und beraten.

## Geschichte

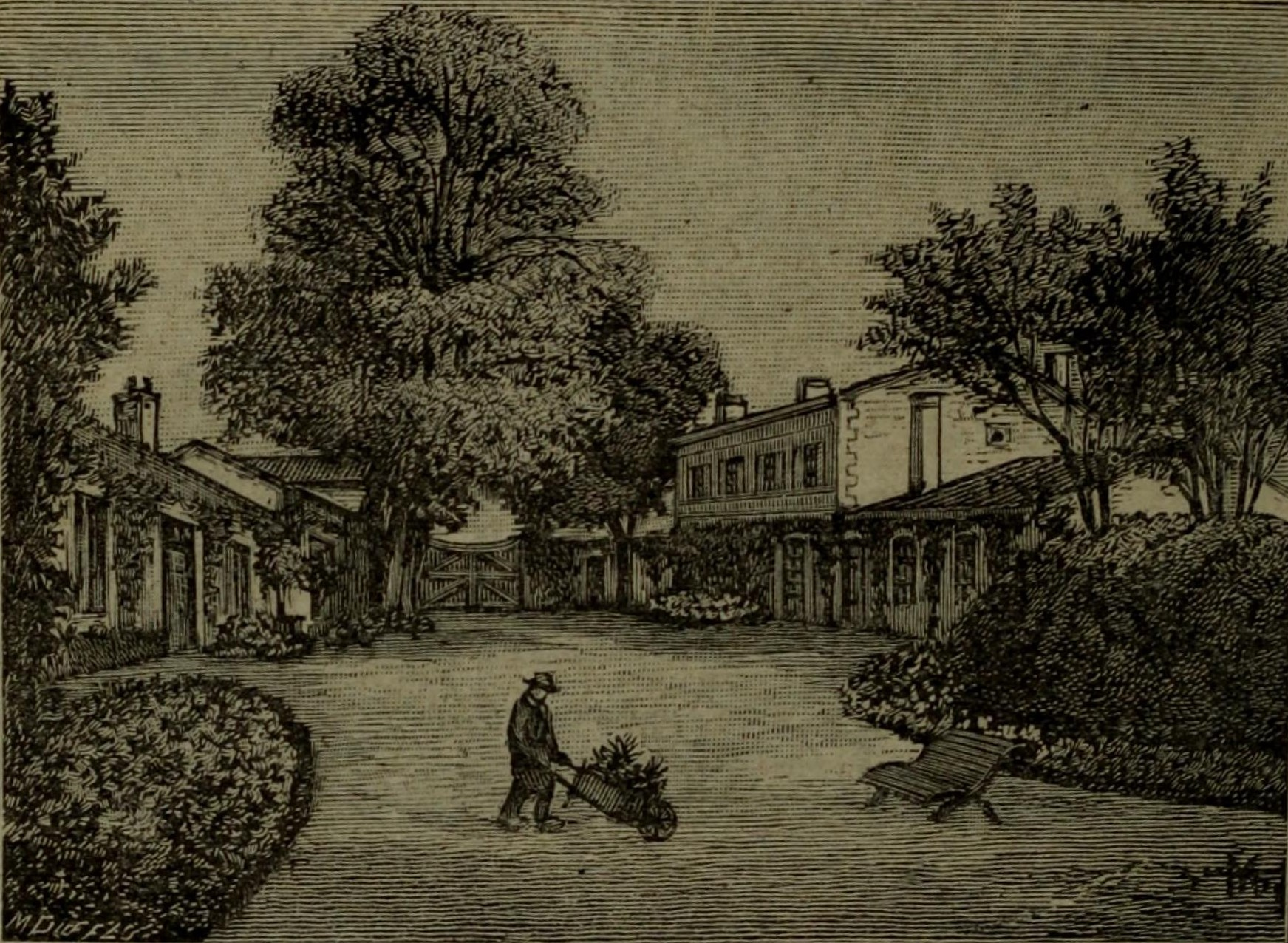
Illustration des Gutes von 1922

Die Geschichte des Gutes beginnt, als der Händler Gabriel Ferrière (1721–1792) im Jahr 1765 das Anwesen kaufte. Die Vorgeschichte ist nicht bekannt. Der unverheiratete Gabriel vermachte das Gut an den Sohn seines Cousins André, der ebenfalls Gabriel Ferrière (1747–1828) hieß.
Trotz der Wirren der französischen Revolution gelang es der Familie, im Besitz des Guts zu bleiben. Seit Anfang des 19. Jahrhunderts wurde das Weingut stets hoch bewertet; der Rang eines 3. Gewächses in der Klassifikation von 1855 bestätigte die Wertschätzung.
Bis 1917 blieb das Gut im Besitz der Familie Ferrière. Erst Henri Ferrière (1852–1934) trennte sich vom Château, da ihm kurz vorher die gesamte Last des Handelsgeschäfts aufgebürdet wurde. Käufer war Armand Feuillerat, dem bereits Château Marquis de Terme gehörte. Später vermachte Armand das Gut seiner Tochter, verheiratete Madame Durand.
Frau Durand hatte wenig Interesse am Gut, das zwischen 1880 und dem Zweiten Weltkrieg unter diversen Krisen (Reblaus, Mehltau, Kriegen und Weltwirtschaftskrise) litt. Sie vermietete die Rebflächen an Alexis Lichine, den Eigentümer von Château Prieuré-Lichine sowie Verwalter von Château Lascombes. Der Ausbau der Weine erfolgte in dieser Zeit in den Kellern von Lascombes. Zuerst wurden 4,5 Hektar Rebflächen neuangelegt.
1988 schließlich erwarb Jacques Merlaut über seine Taillan-Gruppe das Gut und löste sich ab 1992 gänzlich von Lascombes. Seine Tochter Bernadette übernahm die Leitung des Gutes. Als sie mit ihrem Ehemann im Jahr 1992 bei einem Wanderurlaub in den Pyrenäen ums Leben kam, übernahm ihre Tochter Claire Villars-Lurton die Leitung. Claire hat bei dem bekannten Önologen Émile Peynaud studiert.